# U-424
Unterseeboot 424 foi um submarino alemão do Tipo VIIC, pertencente a Kriegsmarine que atuou durante a Segunda Guerra Mundial.

## Comandantes
| Comandante          | Data                                         |
| ------------------- | -------------------------------------------- |
| Oblt. Günter Lüders | 7 de abril de 1943 - 11 de fevereiro de 1944 |

## Subordinação
Durante o seu tempo de serviço, esteve subordinado às seguintes flotilhas:
| Período                                        | Flotilha                                  |
| ---------------------------------------------- | ----------------------------------------- |
| 7 de abril de 1943 - 30 de setembro de 1943    | 8. Unterseebootsflottille (treinamento)   |
| 1 de outubro de 1943 - 11 de fevereiro de 1944 | 1. Unterseebootsflottille (serviço ativo) |

## Operações conjuntas de ataque
O U-424 participou das seguinte operações de ataque combinado durante a sua carreira:
- Rudeltaktik Eisenhart 2 (9 de novembro de 1943 - 15 de novembro de 1943)
- Rudeltaktik Schill 3 (18 de novembro de 1943 - 22 de novembro de 1943)
- Rudeltaktik Weddigen (22 de novembro de 1943 - 7 de dezembro de 1943)
- Rudeltaktik Igel 2 (3 de fevereiro de 1944 - 11 de fevereiro de 1944)